# Iran op de Olympische Zomerspelen 1964
Iran nam deel aan de Olympische Zomerspelen 1964 in Tokio, Japan. Voor de vijfde keer op rij werd ten minste één medaille behaald.

## Medailleoverzicht
| Sport     | Olympiër                | Onderdeel             | Medaille |
| --------- | ----------------------- | --------------------- | -------- |
| Worstelen | Ali Akbar Heidari       | -52kg vrije stijl (m) | Brons    |
| Worstelen | Mohammad Ali Sanatkaran | -78kg vrije stijl (m) | Brons    |

## Deelnemers en resultaten
(m) = mannen, (v) = vrouwen 

### Atletiek
| Olympiër              | Discipline       | Resultaat | Prestatie                         |
| --------------------- | ---------------- | --------- | --------------------------------- |
| Akbar Babakhanlou     | 100m (m)         | DNS       | serie 6: niet gestart             |
| Abdolvahab Shahkhoreh | 200m (m)         | 48e       | serie 5: 7de in 22,3              |
| Hossein Ghafourizadeh | 400m (m)         | 50e       | serie 7: 8ste in 50,8             |
| Ebrahim Yazdanpanah   | 800m (m)         | 39e       | serie 1: 6de in 1.54,7            |
| Ebrahim Yazdanpanah   | 1500m (m)        | 34e       | serie 2: 8ste in 3.54,8           |
| Ebrahim Yazdanpanah   | 5000m (m)        | DNS       | serie 2: niet gestart             |
| Jalal Keshmiri        | discuswerpen (m) | 27e       | kwalificatie: 27ste met 45,24m    |
|                       |                  |           |                                   |
| Simin Safa-Mehr       | 100m (v)         | 43e       | serie 2: 7de in 13,2              |
| Simin Safa-Mehr       | verspringen (v)  | 31e       | kwalificatie: 31ste met 5,06m     |
| Nazli Bayatmakoo      | hoogspringen (v) | DNF       | kwalificatie: geen geldige poging |
| Simin Safa-Mehr       | kogelstoten (v)  | 16e       | kwalificatie: 16de met 9,17m      |
| Simin Safa-Mehr       | discuswerpen (v) | 21e       | kwalificatie: 21ste met 30,05m    |

### Boksen
| Olympiër                | Discipline  | Resultaat | Prestatie |
| ----------------------- | ----------- | --------- | --- |
| Naser Aghaei            | -51kg (m)   | 17e       | 1ste ronde: V van KOR Choh: gediskwalificeerd                                                                    |
| Sadegh Akbarzadeh       | -54kg (m)   | 17e       | 1ste ronde: V van MEX Mendoza: 2-3                                                                               |
| Hassan Pak-Andam        | -60kg (m)   | 17e       | 1ste ronde: vrij 2de ronde: V van BUL Pilitchev: scheidsrechterlijke beslissing                                  |
| Hassan Pak-Andam        | -63,5kg (m) | 9e        | 1ste ronde: vrij 2de ronde: W van MAS Gopalan: scheidsrechterlijke beslissing 3de ronde: V van BRA Da Silva: 2-3 |
| S. Mahmoudpour Roudsari | -67kg (m)   | 17e       | 1ste ronde: V van JPN Hamada: 0-5                                                                                |

### Gewichtheffen
| Olympiër             | Discipline  | Resultaat | Prestatie |
| -------------------- | ----------- | --------- | --------- |
| Ali Rajabi Eslami    | -56kg (m)   | 10e       | 330kg     |
| Mohammad Nassiri     | -56kg (m)   | 14e       | 312,5kg   |
| Parviz Jalayer       | -67,5kg (m) | 7e        | 395kg     |
| Reza Estaki          | -82,5kg (m) | 12e       | 420kg     |
| Manouchehr Boroumand | +90kg (m)   | 12e       | 465kg     |

### Schermen
| Olympiër                                                       | Discipline      | Resultaat | Prestatie |
| -------------------------------------------------------------- | --------------- | --------- | --- |
| Houshmand Almasi                                               | degen (m)       | 65e       | 1ste ronde groep E: 9de met 1 overwinning                                                                                |
| Bijan Zarnegar                                                 | degen (m)       | 57e       | 1ste ronde groep C: 8ste met 0 overwinningen                                                                             |
| Shahpour Zarnegar                                              | degen (m)       | 57e       | 1ste ronde groep D: 8ste met 0 overwinningen                                                                             |
| Houshmand Almasi Naser Madani Bijan Zarnegar Shahpour Zarnegar | degen team (m)  | 11e       | 1ste ronde groep C: 4de met 0 overwinningen                                                                              |
| Houshmand Almasi                                               | floret (m)      | 46e       | 1ste ronde groep E: 6de met 0 overwinningen                                                                              |
| Naser Madani                                                   | floret (m)      | 17e       | 1ste ronde groep D: 4de met 2 overwinningen 2de ronde groep E: 3de met 2 overwinningen 3de ronde: V van ROU Drîmbă: 4-10 |
| Bijan Zarnegar                                                 | floret (m)      | 46e       | 1ste ronde groep F: 6de met 0 overwinningen                                                                              |
| Houshmand Almasi Naser Madani Bijan Zarnegar Shahpour Zarnegar | floret team (m) | 9e        | 1ste ronde groep D: 3de met 0 overwinningen                                                                              |
| Houshmand Almasi                                               | sabel (m)       | 41e       | 1ste ronde groep C: 6de met 0 overwinningen                                                                              |
| Naser Madani                                                   | sabel (m)       | 41e       | 1ste ronde groep D: 6de met 0 overwinningen                                                                              |
| Bijan Zarnegar                                                 | sabel (m)       | 4e        | 1ste ronde groep E: 6de met 1 overwinning                                                                                |
| Houshmand Almasi Naser Madani Bijan Zarnegar Shahpour Zarnegar | sabel team (m)  | 9e        | 1ste ronde groep D: 3de met 0 overwinningen                                                                              |

### Schietsport
| Olympiër               | Discipline          | Resultaat | Prestatie                       |
| ---------------------- | ------------------- | --------- | ------------------------------- |
| Mohammad Jafar Kalani  | 50m geweer liggend  | 64e       | 576 punten: (96-96-96-96-96-96) |
| Gholam Hossein Mobaser | 50m geweer liggend  | 61e       | 579 punten: (99-98-96-96-94-96) |
| Mohammad Jafar Kalani  | 50m geweer liggend  | DNS       | niet gestart                    |
| Nasser Sharifi         | 50m geweer liggend  | 53e       | 1018 punten: (376-317-325)      |
| Nasrollah Momtahen     | 50m pistool         | 52e       | 490 punten: (83-73-83-77-90-84) |
| Nasrollah Momtahen     | 25m snelvuurpistool | DNS       | niet gestart                    |

### Schoonspringen
| Olympiër          | Discipline   | Resultaat | Prestatie                         |
| ----------------- | ------------ | --------- | --------------------------------- |
| Manouchehr Fasihi | 3m plank (m) | 26e       | voorronde: 26ste met 67,20 punten |

### Turnen
| Olympiër       | Discipline               | Resultaat | Prestatie     |
| -------------- | ------------------------ | --------- | ------------- |
| Jalal Bazargan | meerkamp individueel (m) | 118e      | 93,35 punten  |
|                |                          |           |               |
| Jalal Bazargan | meerkamp individueel (v) | 82e       | 49,932 punten |

### Voetbal
| Olympiër | Discipline | Resultaat | Prestatie                                                               |
| --- | ---------- | --------- | ----------------------------------------------------------------------- |
| Aziz Asli Mansour Amir-Asefi Hassan Habibi Mostafa Arab Parviz Ghelichkhani Ebrahim Latifi Gholam Hossein Nourian Karam Nayyerlou Dariush Mostafavi Fariborz Esmaeili Jalal Talebi Mohammad Bayati Kambozia Jamali Ali Mirzaei Abdollah Saedi Mohammad Hossein Khodaparast | mannen     | 13e       | groep A: 4de V van Duitsland: 0-4 V van Roemenië: 0-1 G van Mexico: 1-1 |

| Groep A |           |             |             |             |             |            |            |            |        |
| #       | Land      | Wedstrijden | Wedstrijden | Wedstrijden | Wedstrijden | Doelpunten | Doelpunten | Doelpunten | Punten |
| #       | Land      | G           | W           | G           | V           | V          | T          | Saldo      | Punten |
| 1       | Duitsland | 3           | 2           | 1           | 0           | 7          | 1          | +6         | 5      |
| 2       | Roemenië  | 3           | 2           | 1           | 0           | 5          | 2          | +3         | 5      |
| 3       | Mexico    | 3           | 0           | 1           | 2           | 2          | 6          | -4         | 1      |
| 4       | Iran      | 3           | 0           | 1           | 2           | 1          | 6          | –5         | 1      |

| Ronde      | Datum    | Plaats    | Land | Score  | Land |
| ---------- | -------- | --------- | ---- | ------ | ---- |
| Groepsfase |          |           |      |        |      |
| 11 oktober | Yokohama | Duitsland | 4-0  | Iran   |      |
| 13 oktober | Shinjuku | Iran      | 1-1  | Mexico |      |
| 15 oktober | Omiya    | Roemenië  | 1-0  | Iran   |      |

### Wielersport
| Olympiër                                                                  | Discipline         | Resultaat | Prestatie      |
| ------------------------------------------------------------------------- | ------------------ | --------- | -------------- |
| Davoud Akhlaghi-Safa                                                      | wegwedstrijd (m)   | DNF       | niet gefinisht |
| Mashallah Amini-Sarver                                                    | wegwedstrijd (m)   | 72e       | 4:39.51,79     |
| Esmaeil Hosseini                                                          | wegwedstrijd (m)   | 78e       | 4:39.51,79     |
| Akbar Poudeh                                                              | wegwedstrijd (m)   | 80e       | 4:39.51,79     |
| Davoud Akhlaghi-Safa Mashallah Amini-Sarver Esmaeil Hosseini Akbar Poudeh | ploegentijdrit (m) | 22e       | 2:43.39,16     |

### Worstelen
| Olympiër                        | Discipline  | Resultaat   | Prestatie |
| Vrije stijl                     | Vrije stijl | Vrije stijl | Vrije stijl |
| ------------------------------- | ----------- | ----------- | --- |
| Ali Akbar Heidari               | -52kg (m)   | Brons       | 1ste ronde: G van PAK Niaz 2de ronde: W van MAS Liang 3de ronde: W van GRE Zafiropoulos 4de ronde: G van USA Simmons 5de ronde: W van TUR Yanilmaz: punten |
| Abdollah Khodabandeh            | -57kg (m)   | 9e          | 1ste ronde: G van BUL Georgeiv 2de ronde: W van AFG Anwary: punten 3de ronde: V van TUR Akbas: punten |
| Mohammad Ebrahim Seifpour       | -63kg (m)   | 6e          | 1ste ronde: V van CAN Jutira 2de ronde: W van NZL Meehan 3de ronde: W van KOR Yoon 4de ronde: W van MEX Gonzalez: punten 5de ronde: V van URS Khokhashvili: punten                                                                                            |
| Abdollah Movahed                | -70kg (m)   | 5e          | 1ste ronde: W van GBR Stephenson: punten 2de ronde: W van AUS Marsh: punten 3de ronde: W van KOR Chung: punten 4de ronde: G van JPN Horiuchi 5de ronde: G van BUL Valchev                                                                                     |
| Mohammad Ali Sanatkaran         | -78kg (m)   | Brons       | 1ste ronde: W van GER Heinze: punten 2de ronde: W van JPN Watanabe: punten 3de ronde: W van HUN Bajko: punten 4de ronde: W van PAK Afzal: gediskwalificeerd 5de ronde: W van BUL Dermendjiev: punten 6de ronde: G van URS Sagaradze 7de ronde: G van TUR Ogan |
| Mansour Mehdizadeh              | -87kg (m)   | 4e          | 1ste ronde: W van HUN Hollosi: punten 2de ronde: G van USA Brand 3de ronde: W van SUI Kobelt: punten 4de ronde: W van TUR Güngör: punten 5de ronde: W van BUL Gardzhev: punten                                                                                |
| Gholamreza Takhti               | -97kg (m)   | 4e          | 1ste ronde: W van HUN Vigh: punten 2de ronde: W van GBR Buck 3de ronde: W van IND Mane 4de ronde: V van TUR Ayik: punten 5de ronde: G van BUL Mustafov |
| Grieks-Romeins                  |             |             | |
| Ahmad Khoshoei                  | -52kg (m)   | 12e         | 1ste ronde: V van BEL Mewis: punten 2de ronde: V van TUR Bozkurt: punten |
| Siavash Shafizadeh              | -57kg (m)   | 15e         | 1ste ronde: V van POL Knitter: punten 2de ronde: V van TCH Svec |
| Mohammad Rasoul Mirmalek        | -63kg (m)   | 6e          | 1ste ronde: W van RAU Mansour: punten 2de ronde: G van SWE Olsson 3de ronde: G van ROU Bolocan: punten 4de ronde: W van FRA Ballery |
| Hossein Mollaghasemi Ebrahimian | -70kg (m)   | 14e         | 1ste ronde: G van USA Burke 2de ronde: V van FIN Tapio |
| Asghar Zoghian                  | -78kg (m)   | 7e          | 1ste ronde: vrij 2de ronde: W van KOR Shin: punten 3de ronde: V van FRA Schiermeyer: punten 4de ronde: V van ROU Taranu: punten |

### Zwemmen
| Olympiër        | Discipline          | Resultaat | Prestatie               |
| --------------- | ------------------- | --------- | ----------------------- |
| Heidar Shonjani | 100m vrije slag (m) | 66e       | serie 9: 8ste in 1.02,1 |

Afghanistan · Algerije · Argentinië · Australië · Bahama's · België · Bermuda · Birma · Bolivia · Brazilië · Brits-Guiana · Bulgarije · Cambodja · Canada · Ceylon · Chili · Colombia · Congo-Brazzaville · Costa Rica · Cuba · Denemarken · Dominicaanse Republiek · Duits eenheidsteam · Ethiopië · Filipijnen · Finland · Frankrijk · Ghana · Griekenland · Groot-Brittannië · Hongarije · Hongkong · Ierland · IJsland · India · Irak · Iran · Israël · Italië · Ivoorkust · Jamaica · Japan · Joegoslavië · Kameroen · Kenia · Libanon · Liberia · Libië · Liechtenstein · Luxemburg · Madagaskar · Maleisië · Mali · Marokko · Mexico · Monaco · Mongolië · Nederland · Nederlandse Antillen · Nepal · Nieuw-Zeeland · Niger · Nigeria · Noord-Rhodesië · Noorwegen · Oeganda · Oostenrijk · Pakistan · Panama · Peru · Polen · Portugal · Puerto Rico · Roemenië · Senegal · Sovjet-Unie · Spanje · Taiwan · Tanganyika · Thailand · Trinidad en Tobago · Tsjaad · Tsjecho-Slowakije · Tunesië · Turkije · Uruguay · Venezuela · Verenigde Arabische Republiek · Verenigde Staten · Vietnam · Zuid-Korea · Zuid-Rhodesië · Zweden · Zwitserland